# Chrysopodes (Chrysopodes) nebulosus
Chrysopodes (Chrysopodes) nebulosus is een insect uit de familie gaasvliegen (Chrysopidae), die tot de orde netvleugeligen (Neuroptera) behoort. De soort komt voor in Brazilië.